# 奥屋パーキングエリア
奥屋パーキングエリア（おくやパーキングエリア）は、広島県東広島市志和町奥屋の山陽自動車道上にあるパーキングエリア。

## 道路
- E2 山陽自動車道

## 施設

### 上り線（岡山・四国方面）
コンビニエンスストアのオープンに伴い、自動販売機は撤去された。
- 駐車場
  - トレーラー：3台
  - 大型：28台
  - 小型：30台
  - 二輪：4台
  - 車椅子用駐車場有（小型：1台）
- トイレ
  - 男性：大4（和式0・洋式4）・小7
  - 女性：10（和式1・洋式9）・子供用トイレ1（洋式1）
  - 車椅子用：1
- コンビニエンスストア「セブン-イレブン」（24時間）[1]
  - マルチコピー機
    - 宝くじ
    - FAX・コピーサービス

  - 宅配サービス
  - キャッシュコーナー（セブン銀行）
- 松屋 奥屋PA店（24時間）※セルフサービス店
- 天然水給水施設（奥屋の水）
- ウェルカムゲート（24時間）

### 下り線（下関・北九州方面）
- 駐車場
  - トレーラー：4台
  - 大型：34台
  - 小型：16台
  - 二輪：4台
  - 車椅子用駐車場有（小型：1台）
- トイレ
  - 男性：大4（和式0・洋式4）・小7

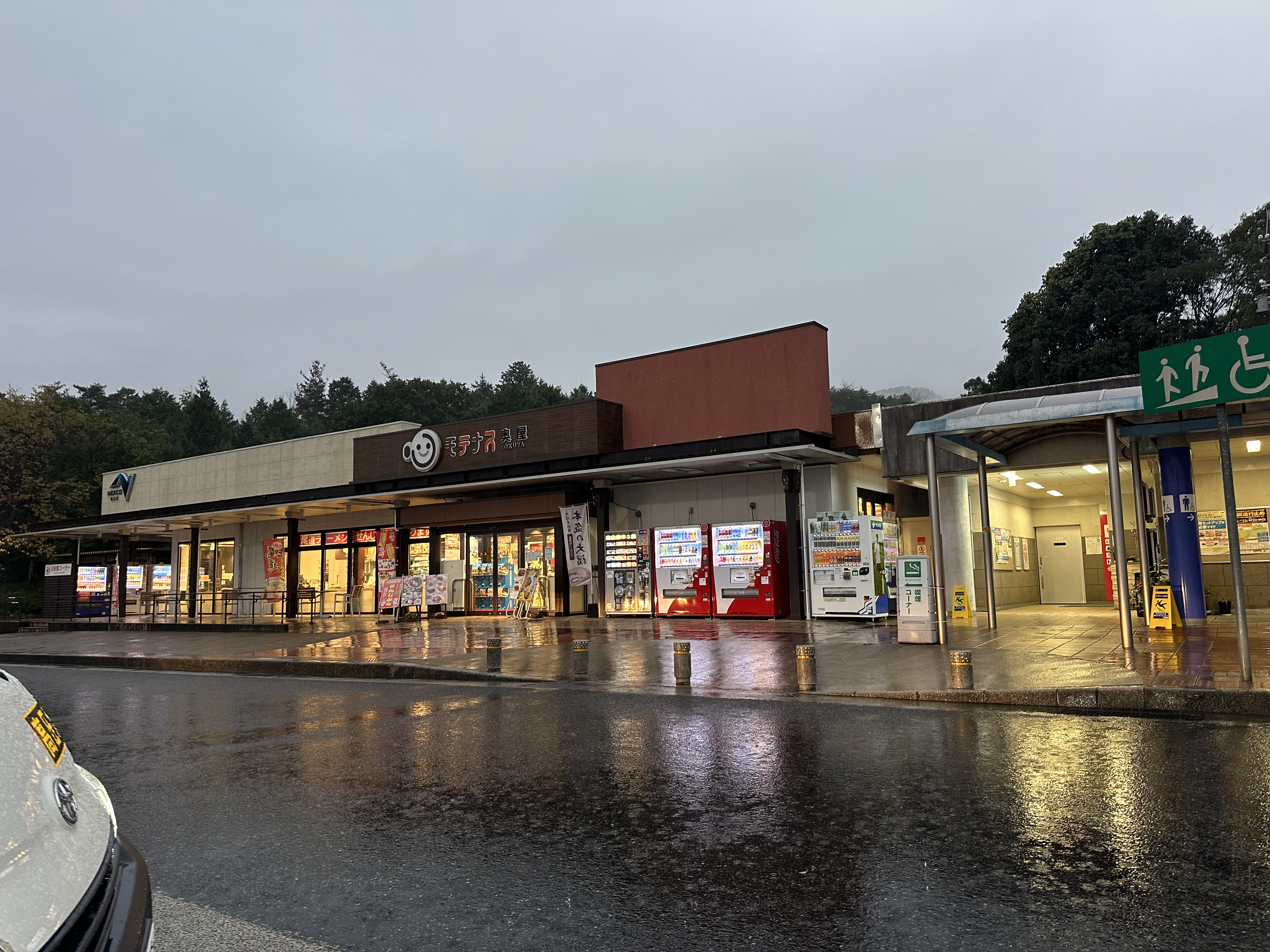
下り線施設（2024年11月）

  - 女性：10（和式1・洋式9）・子供用トイレ1（洋式1）
  - 車椅子用：1
- スナック（西日本高速道路リテール、7:00 -  20:00）
- ショッピング（西日本高速道路リテール、7:00 - 20:00）
- 宅配サービス（7:00 - 20:00）
- ハイウェイ情報ターミナル
- 自動販売機
- 天然水給水施設（奥屋の水）

## 隣
E2 山陽自動車道
(27)志和IC - 奥屋PA - (28/28-1)広島東IC
※IC番号28-1は広島高速1号線の都市高速広島東IC